# イツパパロトル

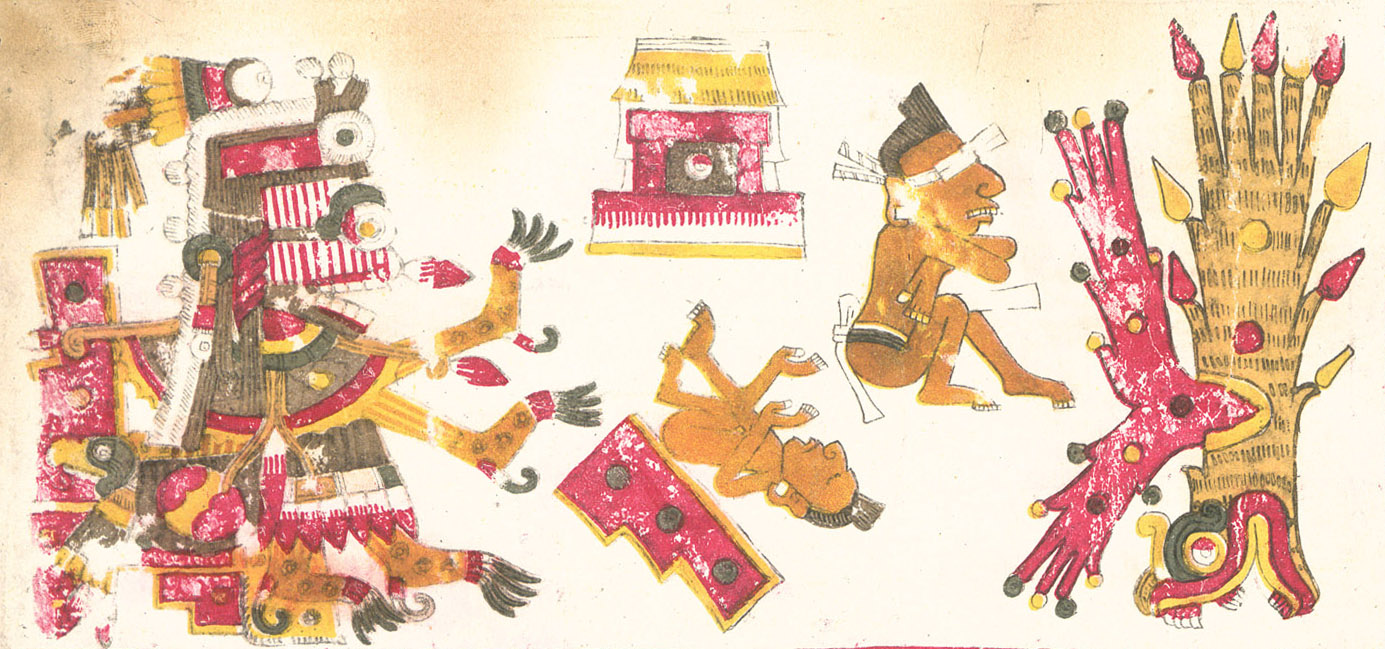
ボルジア絵文書より、タモアンチャンのイツパパロトル

イツパパロトル（Itzpapalotl）はアステカ神話の女神。楽園タモアンチャンを司るとされている。
一般に骸骨の姿をし、ジャガーの鉤爪を持ち、刀を並べた羽根をつけた恐しい姿をしている。
「イツパパロトル」とはナワトル語で「黒曜石(ītztli)のチョウ(pāpālotl)」を意味するが、図像上は羽根についているのは黒曜石ではなく石刀（テクパトル）であり、コウモリの羽根が描かれていることもある。さらに鷲の属性を持つこともある。
配偶神には石と冷気の神イツトラコリウキがおり、一説ではテスカトリポカの化身ともいわれている。息子は狩猟と戦争の神ミシュコアトルであるとされ、ケツァルコアトルの父であるとも言われる。
人類の創造説話では、オショモコ（女）とシパクトナル（男）が神々によって最初に創造された人間とされるが、最初の女性であるオショモコの主要な属性はチョウであり、やはりイツパパロトルと関係が深い。
イツパパロトルはまた戦いの女神でもある。メソアメリカにおいては、チョウやガが火の中に飛びこむ習性を自己犠牲の英雄的行為と考えられており、またチョウ自身が炎の象徴ともされた。戦士たちは戦闘時にチョウの図像を身につけていた。死んだ戦士の霊魂は、チョウやその他の飛ぶ生き物になって太陽の楽園に住むと考えられていた。
アステカ暦ではトナルポワリの20の日付の名前のうちコンドル（コスカクァウトリ）を支配し、また1の家のトレセーナを司る。1の家はまた西に配当され、出産で死んだ女性の悪魔化した存在であるシワテテオのひとりに捧げられている。また日食時に人間を食らうツィツィミメとも同一視される。
古典期サポテカの陶製の骨壺に描かれている女神2Jはイツパパロトルの原型の可能性もあるとされる。頭が髑髏で石刀の刃がついたチョウの羽根が生えている図像は後古典期早期のトゥーラに最初に出現する。